# Обмеры памятников архитектуры
Обмеры памятников архитектуры — «точные измерения всех элементов архитектурного сооружения или комплекса с последующей фиксацией их размера на чертеже. Обмеры — один из основных источников для реставрации или воссоздания произведений архитектуры. В архитектуроведении обмеры — важный материал для анализа закономерностей построения архитектурной формы».
Метод обмеров памятников классической архитектуры сформировался в середине XIX века в связи с интенсивным развитием античной археологии и порождённым эпохой историзма интересом к истокам европейской культуры и, в первую очередь, памятникам античности.
Натурные обмеры используют при изучении способов пропорционирования древними зодчими своих сооружений, в частности приёмов квадратуры и триангуляции, а также в спорах о «золотом сечении» как идеальной норме пропорционирования в искусстве.
Особенно важную роль обмеры играют при изучении и реставрации плохо сохранившихся либо позднее перестроенных памятников. Так, например, натурные обмеры имели решающее значение в изучении пропорций Парфенона по причине его плохой сохранности, — главного храма Афинского акрополя и одного из символов гармонии в искусстве, а также его предшественника — Гекатомпедона. В последнем случае было выявлено важное значение «стофутовой меры» при строительстве древних культовых сооружений.
Значение метода натурных обмеров для критического изучения античной архитектуры одним из первых осознал английский архитектор, теоретик архитектуры и археолог Френсис Пенроуз. Пользуясь методом обмеров, он открыл энтазис колонн, показал намеренную кривизну (курватуру) ступеней и антаблемента Парфенона афинского Акрополя. Британское Общество дилетантов заинтересовалось его открытиями и в 1846 году повторно направило Пенроуза в Грецию, чтобы их подтвердить.
Главным сотрудником Френсиса Пенроуза в области архитектурных измерений был Томас Уилсон из Линкольна. Они завершили свою работу в мае 1847 года. В 1878 году Джон Пеннетхоум опубликовал монографию «Геометрия и оптика античной архитектуры» (Geometry and Optics of Ancient Architecture), основанную на бесспорных обмерных данных, собранных Пенроузом. В 1847 году Общество дилетантов опубликовало труд Пенроуза «Аномалии в конструкции Парфенона» (Anomalies in the Construction of the Parthenon), в 1851 году появилась его фундаментальная работа «Принципы афинской архитектуры» (Principles of Athenian Architecture), полное издание было выпущено в 1888 году.
В августе 1864 года греческий архитектор Эрнст Циллер представил своё исследование курватуры в античной архитектуре: «Об изначальном существовании кривизны Парфенона» (Ueber die ursprüngliche Existenz der Curvaturen des Parthenon), во многом основанное на обмерах древнегреческих храмов: Парфенона и Тесейона (ныне Храм Гефеста), проведённых Пенроузом.
В результате проведённых архитектурных обмеров построек Андреа Палладио архитектор Оттавио Бертотти-Скамоцци из Виченцы предложил собственную систему пропорционирования на основе «вичентистских футов».
Планы и разрезы архитектурных памятников средневековой Грузии публиковал русский художник и исследователь, князь Г. Г. Гагарин. Памятники древнерусской архитектуры изучали и обмеряли архитекторы, реставраторы и археологи Н. А. Артлебен, П. П. Покрышкин, В. В. Суслов, С. С. Подъяпольский, М. К. Каргер, Н. Н. Воронин и многие другие. Позднее — В. И. Плужников, М. Г. Калашников.